# Heinz Hajek-Halke

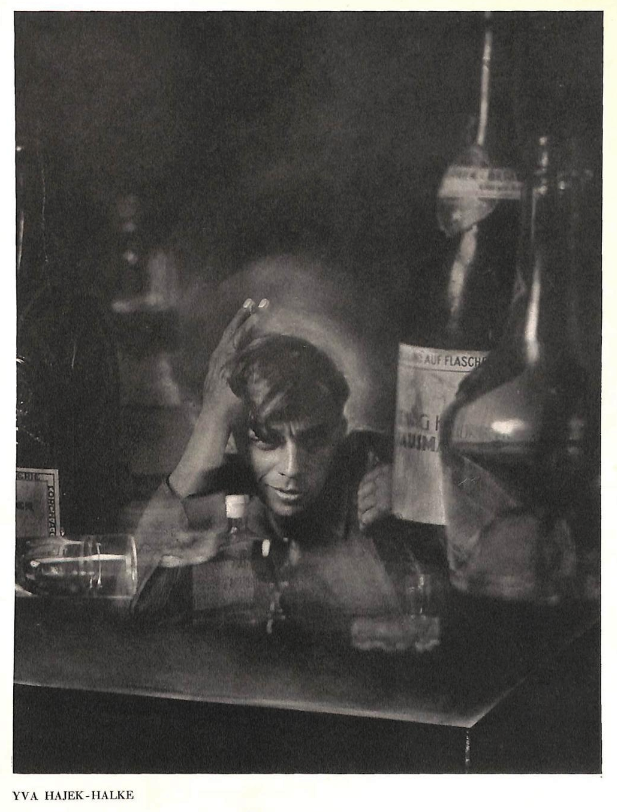
Hajek-Halke – Das Deutsche Lichtbild, fotografiert von Yva, 1927

Heinz Hajek-Halke, eigentlich Heinz Richard Paul Halke (* 1. Dezember 1898 in Berlin; † 11. Mai 1983 ebenda) war ein deutscher Fotograf.

## Biografie
Heinz Hajek-Halke, Sohn des Kunstmalers Paul Halke (1866–1925) und der Rosa Pauline Franziska Hájek, verbrachte seine Kindheit in Argentinien. 1910 kam er zurück nach Berlin. 1915 begann er ein Studium an der Königlichen Kunstschule Berlin, das er ein Jahr später unterbrechen musste, da er als Soldat zum Ersten Weltkrieg einberufen wurde. Er setzte es 1919 bei Emil Orlik und Hans Baluschek fort und schloss es 1923 ab.
1924 begann er mit seinen ersten fotografischen Versuchen. 1925 wurde er als Fotograf bei der Agentur Presse-Photo angestellt. Dort arbeitete er zusammen mit Willi Ruge und machte seine ersten Schnitt- und Lichtmontagen.
1927 lernte er Bruno Schultz, den Herausgeber des Jahrbuches Das Deutsche Lichtbild, kennen. Es war die Zeit der Layouts, der Schnittmontagen und der ersten Werbeaufnahmen unter Nutzung experimenteller Techniken. 1930 arbeitete er viel experimentell.
1933 wurde Hajek-Halke vom Propaganda-Ministerium aufgefordert, Dokumentarfilme zu fälschen. Er entzog sich jedoch diesem Zugriff der NSDAP und setzte sich als Heinz Halke an den Bodensee ab. Dort entstanden journalistisch aufgemachte, wissenschaftlich fundierte Bildserien aus dem Gebiet der Kleintierbiologie. Grundlage waren Makroaufnahmen mit einer großformatigen Kamera mit einem Auszug von bis zu 1,00 m Länge.
1937 ging er nach Brasilien, wo Bildreportagen, u. a. über eine Schlangenfarm, entstanden.
1939 wurde er von der Wehrmacht dienstverpflichtet als Werks- und Flugfotograf bei den Dornier-Werken in Friedrichshafen am Bodensee. 1945 geriet Hajek-Halke in französische Kriegsgefangenschaft, aus der er floh. Er gründete eine Kreuzotter-Farm und verkaufte das Schlangengift an die pharmazeutische Industrie. Außerdem entstanden in dieser Zeit die ersten Drahtplastiken als Objekte für seine Lichtgrafiken.
1948 lernte er Toni Schneiders kennen. 1949 wurde er Mitglied der Gruppe Fotoform und arbeitete als freischaffender Fotograf. Ab 1955 war er Professor für Fotografie und Foto-Grafik an der Hochschule für bildende Künste (heute: Universität der Künste) in Berlin. Zudem wurde er in diesem Jahr zum Ordentlichen Mitglied der Deutschen Gesellschaft für Photographie (DGPh) und 1957 zum Ordentlichen Mitglied der Gesellschaft Deutscher Lichtbildner berufen.
In den 1950ern lernte Hajek-Halke auch Kurt Wendlandt kennen und inspirierte diesen, ebenfalls Lichtgrafiken zu gestalten. 1965 erhielt Hajek-Halke den Kulturpreis der Deutschen Gesellschaft für Photographie und 1978 die David-Octavius-Hill-Medaille. Zudem wurde er Ehrenmitglied der Gesellschaft Deutscher Lichtbildner.
Der Nachlass Hajek-Halkes mit über 200 fotografischen Arbeiten des Spätwerkes wird seit 2010 im Archiv der Berliner Akademie der Künste verwahrt.

## Schüler (Auswahl)
- Peter Lilienthal (1927–2023)[4]
- Floris Michael Neusüss (1937–2020)

## Auszeichnungen
- 1978: David-Octavius-Hill-Medaille der Gesellschaft deutscher Lichtbildner

## Ausstellungen (Auswahl)
- 1960: Nationalmuseum für moderne Kunst, Tokio
- 1965: A 65 Amsterdam-Berlin-Frankfurt Haus des Deutschen Kunsthandwerks, Frankfurt am Main
- 1969: Lichtgrafik Haus am Lützowplatz, Berlin
- 1970: Landesbildstelle Berlin
- 1978: Galerie Werner Kunze, Berlin
- 1997: Haus am Waldsee, Berlin
- 2002: Kunsthaus Lempertz, Köln
- 2002: Centre Georges Pompidou, Paris
- 2007: Kunstbibliothek Berlin
- 2008: Kunstfoyer der Versicherungskammer Bayern, München
- 2009: Städtische Galerie Regensburg
- 2012: Akademie der Künste, Berlin
- 2016: Galerie Diehl, Berlin

## Publikationen
- Zeppelinstadt Friedrichshafen, Bodensee. Broschüre. Seeblatt-Druckerei, Landesfremdenverkehrsverband Württemberg-Hohenzollern, 1937.
- Das Deutsche Aktwerk. 24 Frauenakte. Mappe. Bruno Schultz Verlag, Berlin-Grunewald 1938, 1940 u. 1949.
- Wunder der kleinen Welt. Mikrokosmos der heimischen Tiere. Text von Franz Graf Zedtwitz. Kupfertiefdruckbilder von Otto Croy und Heinz Hajek-Halke. Safari-Verlag, Berlin 1951.
- Experimentelle Fotografie: Lichtgrafik / Heinz Hajek-Halke. Text von Robert d’Hooghe. Athenäum-Verlag, Bonn 1955.
- Deutsche Lichtgrafik. Werke von Heinz Hajek-Halke (Ausstellungskatalog, Tokyo 1960). Staatliche Museum für moderne Grafik und Fotografische Gesellschaft Japans, Tokyo 1960.
- Lichtgrafik / Hajek-Halke. Text von Franz Roh. Econ-Verlag, Düsseldorf 1964; Dobson, London 1965.
- Hajek-Halke. Hrsg. Walter Boje. Gesellschaft deutscher Lichtbildner, Leichlingen 1978.
- Fotografie, Foto-Grafik, Licht-Grafik. Publikation zum achtzigsten Geburtstag von Heinz Hajek-Halke. (Ausstellung, Berlin 1978) Galerie Werner Kunze, Berlin 1978.
- Der große Unbekannte. Photographien 1925-1965. Text von Michael Ruetz (Ausstellung, Haus am Waldsee, Berlin 1997). Steidl, Göttingen 1997.
- Heinz Hajek-Halke. 1898-1983. Broschüre. Steidl, Göttingen 2002.
- Form aus Licht und Schatten. Text von Klaus Honnef. 2 Bde. Steidl, Göttingen 2005.
- Artist, anarchist. Texte von Klaus Honnef und Michael Ruetz. Steidl, Göttingen 2006.
- Phantasie und Traum. Das lichtgraphische Spätwerk von Heinz Hajek-Halke. Hrsg. Michael Ruetz, Text von Rolf Sachsse. (Ausstellungskatalog, München), Deutscher Kunstverlag, München/Berlin 2008.
- Der Alchimist / Heinz Hajek-Halke. Hrsg. Michael Ruetz und Rolf Sachsse. Steidl, Göttingen 2012.
- Prime Time. Archetypes of abstraction in photography. Galerie Diehl, Berlin 2016.